# Kepler-47b
Kepler-47b (também conhecido como Kepler-47 (AB) b e pela sua designação de Objeto de Interesse Kepler KOI-3154.01) é o exoplaneta mais interno que orbita o sistema estelar binário Kepler-47, descobertos em 2012. O sistema, que também envolve outros dois exoplanetas, descobertos pela sonda espacial Kepler, está localizado a cerca de 3.400 anos-luz, ou 1.060 parsecs, de distância.

## Características

### Massa, raio e temperatura
Kepler-47b é um exoplaneta semelhante ao planeta Netuno. Sua massa é o equivalente à massa de 2,07 Terras, e seu raio tem o valor de, aproximadamente, 0,27 vezes o raio de Júpiter. Está localizado a 3343 anos luz de distância da Terra e apresenta uma excentricidade de 0,02.

### Órbita
Kepler-47b orbita em torno de suas duas estrelas a cada 49,5 dias a uma distância de 0,2877 unidades astronômicas de suas estrelas (similar à distância da órbita de Mercúrio ao Sol, 0,39 UA), que é a menor órbita circumbinária conhecida de qualquer planeta.

## Descoberta
Kepler-47b, assim como Kepler-47c, foi descoberto pela por cientistas da NASA e da Universidade de Tel-Aviv em Israel, usando o telescópio espacial Kepler. Além disso, as características planetárias de ambos os objetos foram identificadas por uma equipe de astrônomos do observatório McDonald daUniversidade do Texas em Austin. Ambos os planetas foram descobertos após transitarem suas estrelas-mãe, e ambos apresentam evidências de órbitas no mesmo plano.

## Importância
Antes da descoberta de Kepler-47c, pensava-se que estrelas binárias com múltiplos planetas não poderiam existir na realidade. Acreditava-se que os problemas gravitacionais gerados pelas estrelas-mãe fariam com que quaisquer planetas circumbinários colidissem entre si ou com uma das estrelas-mãe, ou que fossem lançados para fora de órbita. No entanto, esta descoberta mostra que múltiplos planetas podem se formar ao redor de estrelas binárias, mesmo em suas zonas habitáveis. Embora Kepler-47c seja, provavelmente, incapaz de abrigar vida por ser um gigante gasoso, outros planetas que poderiam suportar vida podem orbitar sistemas binários como Kepler-47. 